# SUPER NOVA
《SUPER NOVA》是《虹咲學園學園偶像同好會》的迷你小隊 DiverDiva 在2020年2月12日發售的首張單曲。

## 概況
“DiverDiva” 是以深潛的「Diver」和歌姬的「Diva」兩個詞組合而成，成員為朝香果林（久保田未夢）、宮下愛（村上奈津實）兩人。

## 收錄曲目
收錄内容中vocal曲以粗體字表示，括號之中的中文翻譯只僅供参考用途，並非官方翻譯名稱。
- CD部分
  1. 
    - 作詞、作曲、編曲：Dummy Dog

  2. 
    - 作詞：Ayaka Miyake、栗原曉（日语：栗原暁）（Jazzin’park），作曲：久保田真悟（Jazzin’park）、、栗原曉（日语：栗原暁）（Jazzin’park），編曲：久保田真悟（Jazzin’park）

  3. （Off Vocal）
  4. （Off Vocal）
  5. （廣播劇）

## 外部連結
- Lantis的介绍頁面 （页面存档备份，存于）（日語）